# 국군창동병원
국군창동병원은 육군제57후송병원의 후신(後身)으로 서울북부지방법원, 서울북부지방검찰청 자리에 있던 국군병원이다. 폐지되면서 국군양주병원에 흡수되었다. 